# أنطور
الأَنْطُور أو الأَنْثُور أو الأَنْثُورِي أو زَهْرَة البَشَرُوس أو زَهْرَة البَشَرُوش أو زَهْرَة النُحَام أو زَهْرَة الفلامنغو أو زَهْرَة الفلامينكو أو مُلْتَوي المَتَك (الاسم العلمي: Anthurium) هو جنس من النباتات يتبع الفصيلة اللوفية من رتبة المزماريات. هو جنس كبير يحوي حوالي من 600 إلى 800 (وربما 1000) نوع من النباتات المزهِرة. ويمكن تسمية نبات الأنثوريوم بـ"زهرة البشروس أو "زهرة الغلام"، وكِلا الاسمين يشير إلى بنية الكافور والطَلع.
ويضع الموقع تروبيكوس (TROPICOS) قائمة بـ 1901 نموذج، على الرغم من أن بعض هذه النماذج متطابقة. تُعد زهرة الأنثوريوم واحدةً من أكبر الأجناس لهذه العائلة وربما أكثرها تعقيدًا؛ وهي بالتأكيد واحدة من أكثر الزهور تقلبًا. وهناك بلا شك العديد من الأنواع التي لم يوضع وصف لها بعد، كما يتم العثور على أنواعٍ جديدةٍ كل عام. ويأخذ انتشار النوع اتجاهًا مداريًا جديدًا؛ فيكون في الأغلب في غابة الجبال الاستوائية الرطبة بوسط وجنوب أمريكا، ومع ذلك تنتشر بعض الأنواع في بيئات شِبه جافة. كما تظهر بعض الأنواع في بنما وكولومبيا والبرازيل و درع غويانا (Guiana Shield) والإكوادور. وفقًا لعمل دكتور توم كروت (Dr. Tom Croat)، عالم نبات عائلةقلقاسية الشهير والذي يعمل بحديقة ولاية ميسوري النباتية، لا يُرجع أصل عضو من أعضاء هذا الجنس إلى قارة آسيا. ولكن هناك بعض الأنواع التي تم التعرف عليها في الغابات المطيرة بقارة آسيا، سواء كان ذلك على سبيل العمد أو المصادفة، وقد تم ترسيخهم هناك باعتبارِهم أنواعًا دخيلة.

## طُرق النمو
تنمو زهرة أنثوريوم في أشكال عديدة، وتكون في الأغلب دائمة الخضرة أو نباتات معلقة سواء ملتفة أو متسلقة كما أنها تتمتع بجذور يمكن أن تتعلق من المظّلة حتى تصل إلى أرضية الغابة المطيرة. كما يوجد العديد من الأشكال نباتات بريّة التي تم العثور عليها كنباتات تحتية، وكذلك أشكال نباتاتhemiepiphytic. كما تظهر هذه النباتات كـنباتات صخرية. ويتم العثور على بعضٍ منها مجتمعة مع مستعمرات النمل الشجرية أو نامية على الصخور في منتصف مجرى الماء (مثل أنثوريوم أمنيكولا) (Anthurium amnicola).
تتسم سيقان النبات بالقِصَر بحيث تمتد ليصل طولها إلى ما بين خمسة عشر وثلاثين &nbsp سم. وتأخذ الأوراق البسيطة العديد من الأشكال؛ فيتم العثور على معظم الأوراق في نهاية السيقان، بينما يقل ظهور النباتات البريّة في هذا الاتجاه الخاص بـالنباتات سميكة الساق (pachycaul). وقد تكون الأوراق مِلوَقيّة الشكل أو مستديرة أو تتسم بحافة منفرجة عند القمة. كما أنها قد تنبُت منتصبة أو منتشرة في عنقود دائري قد يفوق طوله المائة&nbsp سم وذلك في بعض الأنواع الضخمة (مثل أنثوريوم أنجماركانيوم) (Anthurium angamarcanum). أما السطح العُلوي من الورقة، فقد يكون غير لامع، وقد يكون نصف لامع، وربما يكون لامعًا كليةً، كما قد يتراوح نسيج الورقة من النسيج الجلدي إلى النسيج الهَش والورقي. وتكون ورقة سويقة (علم النبات) كما أنها تتحلى ببناء يُسمى الرُكيبة والذي يتفرد به جنس نبات الأنثوريوم. وتسمح هذه الركيبة للنبات بإدارة أوراقها في اتجاه الشمس، بنفس الطريقة التي تتبعها زهرة الشمس. وفي البيئات الأكثر جفافًا، تتمكن الأوراق من تشكيل عنقود دائري يشبه عُش الطائر، هذا العنقود يُمكن النبات من جمع الحُتات المتساقط، وبالتالي الحصول على الماء والسماد الطبيعي. وتتسم النباتات الأرضية أو المُعلّقة بأوراق قلبية الشكل في الأغلب؛ بينما تنمو نباتات أخرى على طريقة نباتات الكرمة بحيث تكون مزوّدة بعناقيد دائرية تتألف من أوراق رمحية الشكل، كما لا تزال نباتات أخرى تتسم بأوراق عديدة ذات فصوص.

## الإزهار والإثمار
تتميز زهور الأنثوريوم بكونها صغيرة ( حوالي 3&nbsp مم) وتنمو محتشدة في عنقود على محور لُبي، يُسمى طلع وهو يميز العائلة القلقاسية. وغالبًا ما تتقسم الأزهار الكائنة على الطلع جنسيًا عن طريق رِباط غير مثمر يفصل بين ذكور الزهور وإناثها. وقد يأخذ هذا الطلع أشكالاً عديدة منها (المشابه لورقة البرسيم والمدبب والمبروم والكروي الشكل) وله ألوان عديدة منها (الأبيض والأخضر والأرجُواني والأحمر والقرنفلي، أو يكون مزيجًا من الألوان).

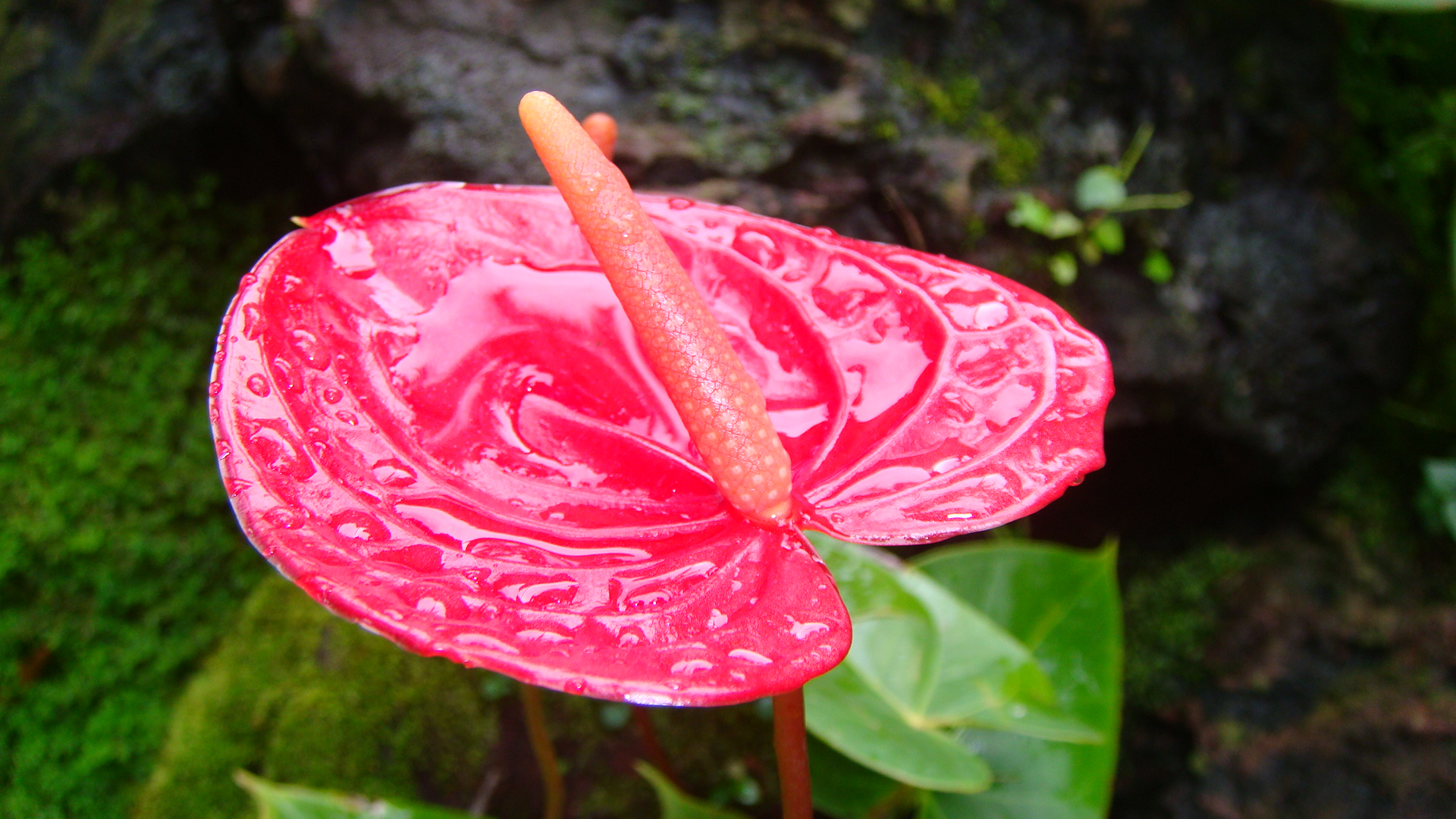
أنثوريوم الازهرار

يُعد الطلع جزءًا من الازهرار، ويُعرَف الجزء الخارجي منه بالكافور. وقد يأخذ الكافور لونًا واحدًا مثل (الأصفر أو الأخضر أو الأبيض)، وربما يكون متعدد الألوان والتي من بينها الخمري والأحمر. هذا الطلع الذي أحيانًا ما يكون مفعَمًا بالألوان ومتفرِّدًا، يُعد قنابة مُعدّلة رائعة يمكنها أن تكون جلدية النسيج إلى حد ما. وبصفةٍ عامة، تحتوي زهور الأنثوريوم التي تُزرَع بهدف الاتجار فيها، على طلوع وسنابل ذات ألوان غاية في السطوع. ولا تتواجد الأزهار في الطلع كما يجري الاعتقاد أحيانًا؛ بينما تتواجد في غلاف الإخصاب فقط (spadix). كما يتفاوت لون الغلاف بين الأخضر الشاحب والأبيض أو الوردي أو الأحمر الساطع (كما هو الحال في أ. أندرينوم) (A. andrenaum). ويتغير اللون في الفترة ما بين مرحلة التبرعم والمرحلة التي تكون فيها الزهرة كاملة التفتح وفعّآلة، (وقت تفتُح الزهرة). وعليه، فقد يتغير اللون من الأخضر الشاحب إلى الأرجواني المائل إلى الحمرة ومنه إلى البني المائل إلى الحمرة.
كما تُعد الزهور خنثى، فتحوي لذلك زهورًا من الذكور والإناث. وعادةً ما تكون الفواكه حبوبًا يحوي عنقودها الزهري بذورًا أحادية أو متعددة، ويختلف كون العنقود منتصبًا أو متدليًا وفقًا للنوع. وقد تتراوح حبوب الأنثوريوم في ألوانِها من الأحمر الزاهي إلى الأسود، كما قد تكون ثنائية اللون أو مُظللة. وتُخرِج أزهار أنثوريوم روائح متنوعة، تعمل كل رائحة منها على جذب عدد من المُلقحين المميزين. وتُعد كل أزهار أنثوريوم سامة عند تناولها.

## الزراعة

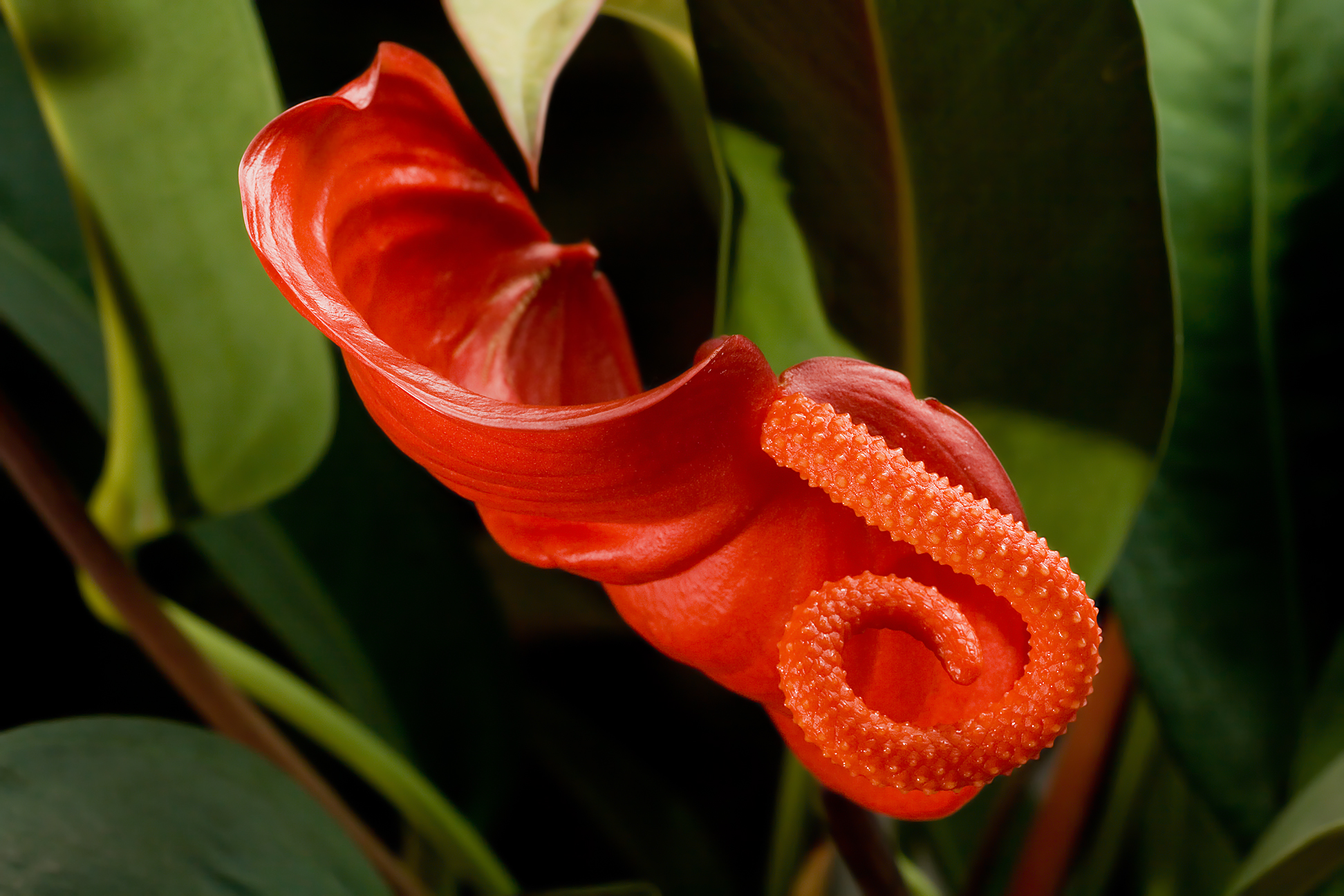
أنثوريوم سكرزريانوم (Anthurium scherzerianum) الازهرار

يمكن زراعة أنواع عديدة من نباتات أنثوريوم كـنباتات منزلية، وهيَ بذلك كغيرها من النباتات التي تنتمي إلى العائلة القلقاسية، كما يمكن زراعتها في الخلاء تحت ظروف مناخية معتدلة وفي أماكن ظليلة. وتتضمن هذه النباتات أشكالًا منها أنثوريوم كريستالينيوم إف بيلتيفوليوم (A. crystallinum f peltifolium) بما يميزها من أوراق كبيرة وناعمة ذات اللون الأخضر القاتم، بالإضافة إلى عروق النصل ذات اللون الأبيض المفضض. وتستند أغلبية النباتاتهجين (علم الأحياء) إلى نباتات أنثوريوم أندرينوم أو أنثوريوم سكرزريانوم ويرجِع ذلك إلى طلوعِها ذات الألوان الزاهية. كما تنمو هذه النباتات بقوة في التربة ذات المناخ الرطب والتي تحوي مواد عضوية. أما في الأماكن التي يكون مناخها أكثر اعتدالاً، فتنمو النباتات فيها على مساحات أوسع من التربة. كما يميِّز هذه النباتات أن المنزلية منها تترعرع تحت درجة حرارة تصل إلى ما بين 16 درجة مئوية إلى 22 درجة مئوية (60 درجة فهرنهايت إلى 72 درجة فهرنهايت) وتحتاج إلى كمية من الضوء أقل من تلك التي تحتاجها النباتات المنزلية الأخرى لإتمام نموها. وسوف يؤدي مسح الأوراق بالماء إلى إزالة أيّة أتربة وحشرات. أما النبات الذي يتم زراعته داخل أوعية ويتميز بأنظمة جذرية جيدة، فسوف يمكنه الإفادة من إمداده بمحلول سماد غير مركز مرة كل أسبوعين. أما في حالة نباتات الأنثوريوم الزاحفة أو المتسلقة، فإن النباتات تستفيد من إمدادها بطوطم يمكّنها من التسلق. 

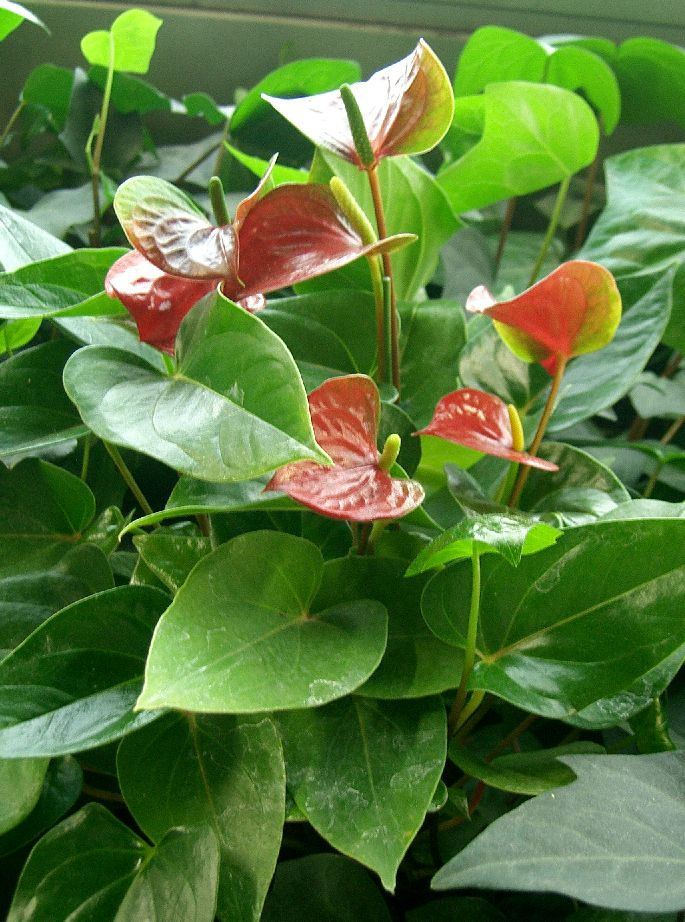
أنثوريوم أندرينوم زهور ثنائية اللون تعلو أوراق

## التكاثر
وكما هو الحال مع أغلبية النباتات التي تنتمي إلى العائلة القلقاسية، فإنه يمكن زراعة النباتات الجديدة من خلال استئصال مقتطعات السيقان على أن يكون بها عقدتان على الأقل. وبعد ذلك يمكن تأصيل المقتطعات في أوعية بها خليط من الرمل ومادة الخُث والأشنة. ويجب بعد ذلك وضع هذه الأوعية في بيوت زجاجية على أن تكون حرارة القاع فيها من 21 درجة مئوية إلى 24 درجة مئوية (70 درجة فهرنهايت - 75 فهرنهايت). كما ينبغي حفظ الأوعية بعيدًا عن ضوء الشمس المباشر أثناء حدوث عملية التجذُّر. ويمكن نقل النباتات إلى أوعية أكبر بمجرد تجذُّرها، أو إلى الخارج مباشرةً في المناطق التي تتميز بمناخ أكثر اعتدالاً. وهناك طريقة ثانية لتحفيز تكاثر نبات الأنثوريوم وهي أخذ مقتطعات الساق لا سيما من الأنواع المتدلية ثم وضعها في الماء. كما يجب أن تظهر جذور النبات خلال الفترة ما بين أربعة إلى خمسة أسابيع، ويمكن بعد ذلك نقلها إلى أوعية. وتتمثل الطريقة النهائية في زراعة البذور الناضجة أو ثمار العليق الناضجة كذلك الزراعة المباشرة.

## الأنواع
للحصول على قائمة كاملة، انظر قائمة أنواع نبات الأنطور
لا يمكن وصف مثل هذا الجنس الكبير باستخدام القليل من المصطلحات العامة. قام هاينريش فيلهلم شوت، في كتابه Prodromus Systematis Aroidearum عام (1860)، بتجميع الـ 183 نوعًا التي عُرفت فيما بعد ووضعها في 28 شُعبة. وفي عام 1905، قام إنجلر بتعديل هذه الشُعَب لتصبح ثماني عشرة شُعبة. وفي عام 1983، اقترح كروت آند شيفَر الشُعب التالية:
بيلولونشيوم (Belolonchium) 

كالوميستريوم (Calomystrium) 

كارديولونشيوم (Cardiolonchium) 

تشامريبيوم (Chamaerepium) 

كورداتوبونكتاتوم (Cordatopunctatum) 

دكتيلوفيليوم (Dactylophyllium) 

ديكرينتيا (Decurrentia)

ديجتينرفيوم (Digitinervium)

جيمنوبوديوم (شعبة أنثوريوم)

ليبتنثوريوم (Leptanthurium) 

بتشينيوريوم (Pachyneurium) 

بوليفيليوم (Polyphyllium) 

بولينيوريوم (Polyneurium) 

بورفيروتشيتونيوم (Porphyrochitonium) 

سكيزوبلاسيوم (Schizoplacium) 

سيمايوفيليوم (Semaeophyllium) 

تيتراسبيرميوم (Tetraspermium) 

يروسبديكس (Urospadix) 

زيلوفيليوم (Xialophyllium)

### أنواع مؤكدة مختارة
- أنثوري أبيض
- أنثوري أرجواني داكن
- أنثوري ذهبي
- أنثوري أنتيوكي
- أنثوري أليف الأنديز
- أنثوري أنديزي
- أنثوري براوني
- أنثوري بهي
- أنثوري بوغوتي
- أنثوري بيكي
- أنثوري تشياباسي
- أنثوري جذاب
- أنثوري جناحي
- أنثوري حاد الأوراق
- أنثوري أخضر مسود
- أنثوري سفوي
- أنثوري شديد الحدة
- أنثوري رفيع المقاطع
- أنثوري رفيع
- أنثوري قصير الساق
- أنثوري قصير الساق
- أنثوري قنواتي
- أنثوري كاندولي
- أنثوري عديم الساق
- أنثوري لحمي
- أنثوري متقارب
- أنثوري مدبب
- أنثوري معنق قصير

## الصور

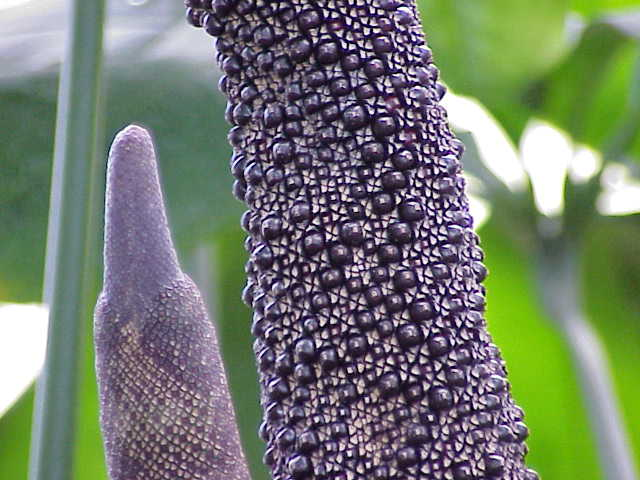
أنثوريوم ديجتاتوم - تفصيل
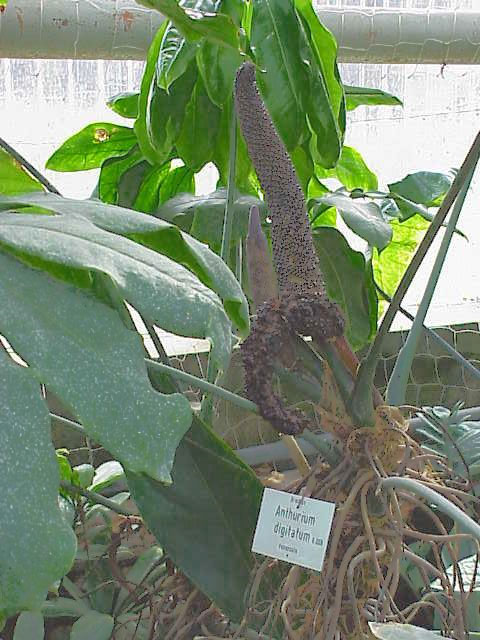
أنثوريوم ديجتاتوم - بنية
سوسن البشروس (Flamingo Lily) (أنثوريوم اندرينوم)
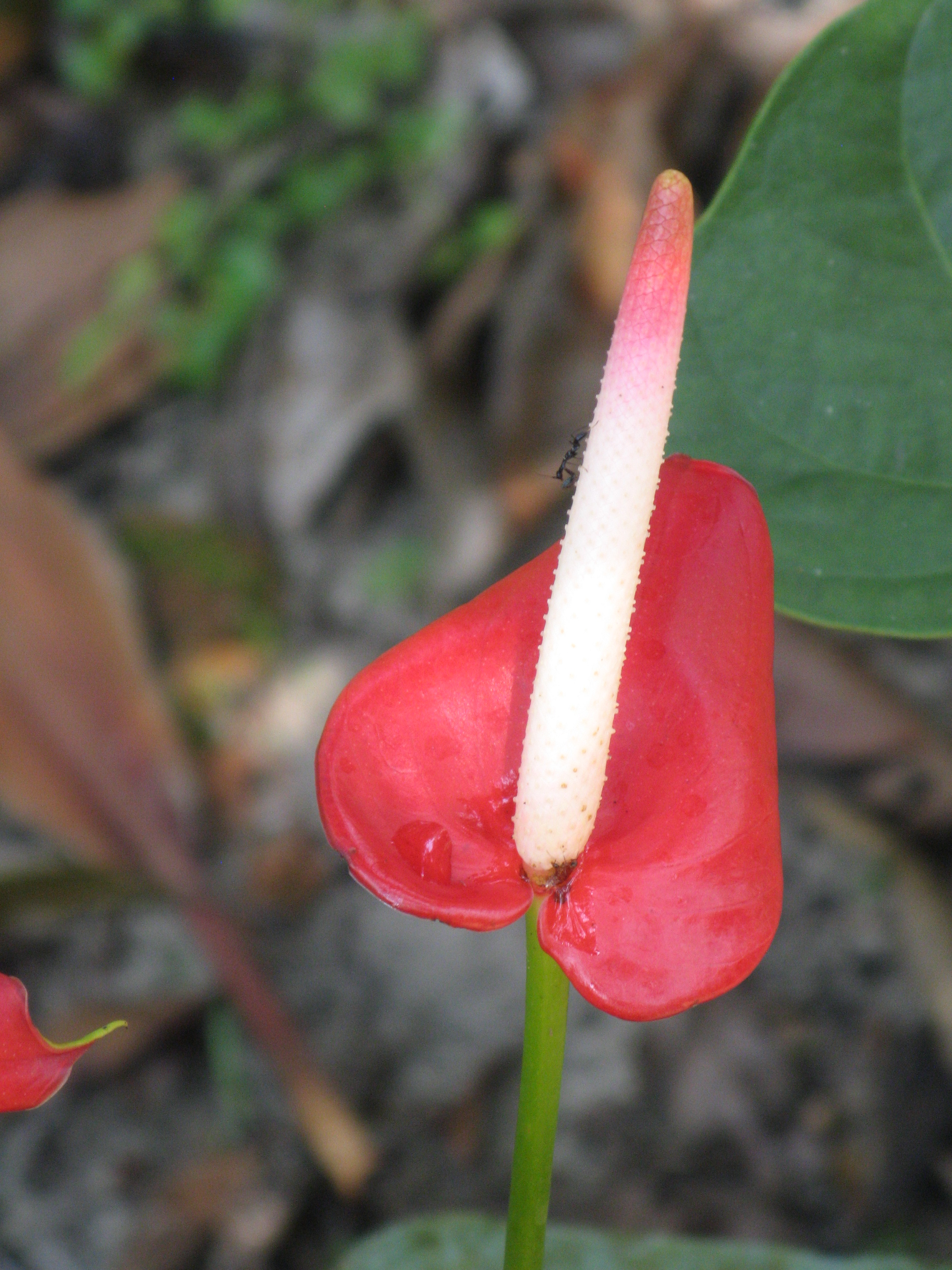
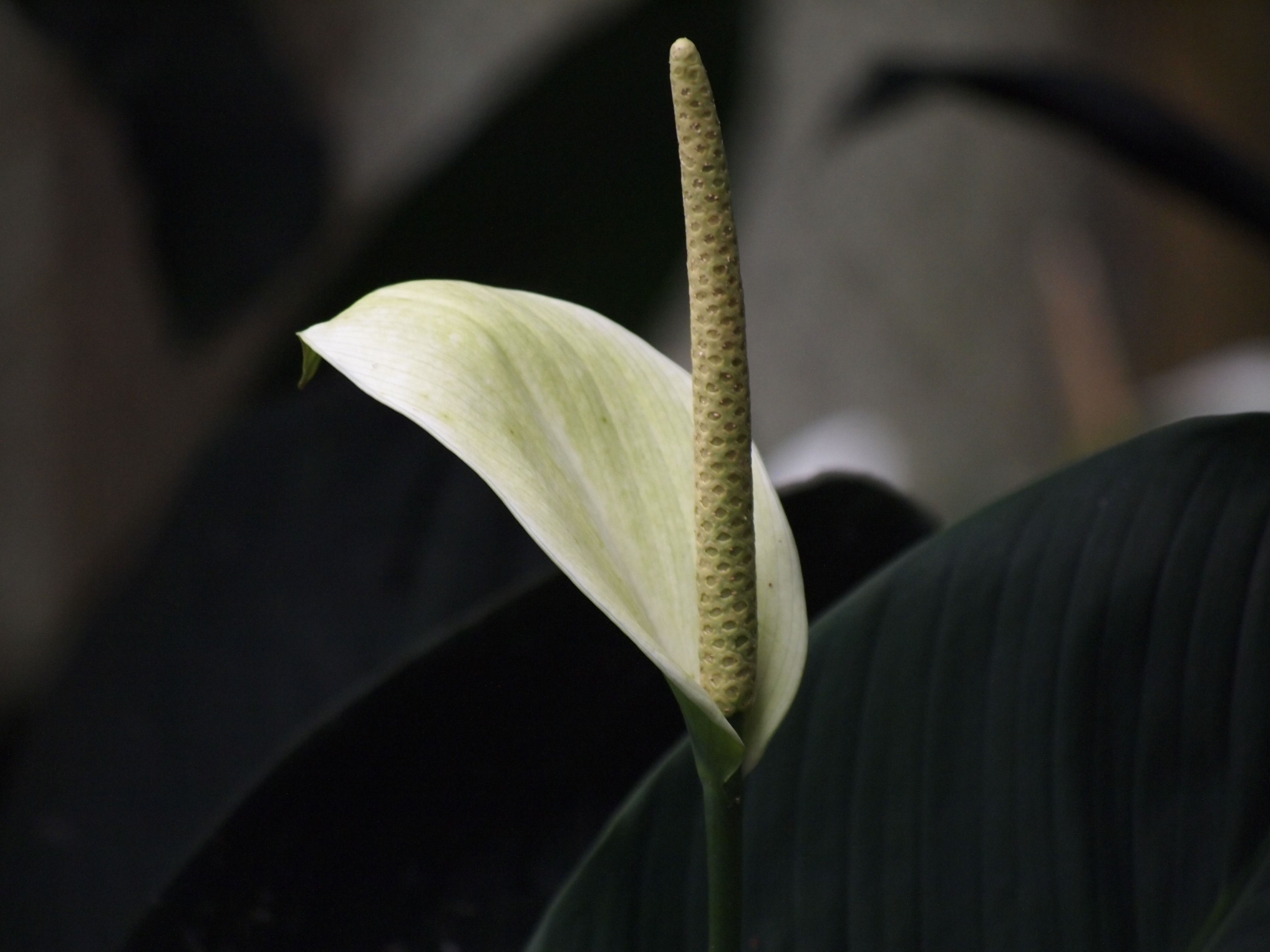
أنثوريوم أخضر اللون نما في ماليزيا
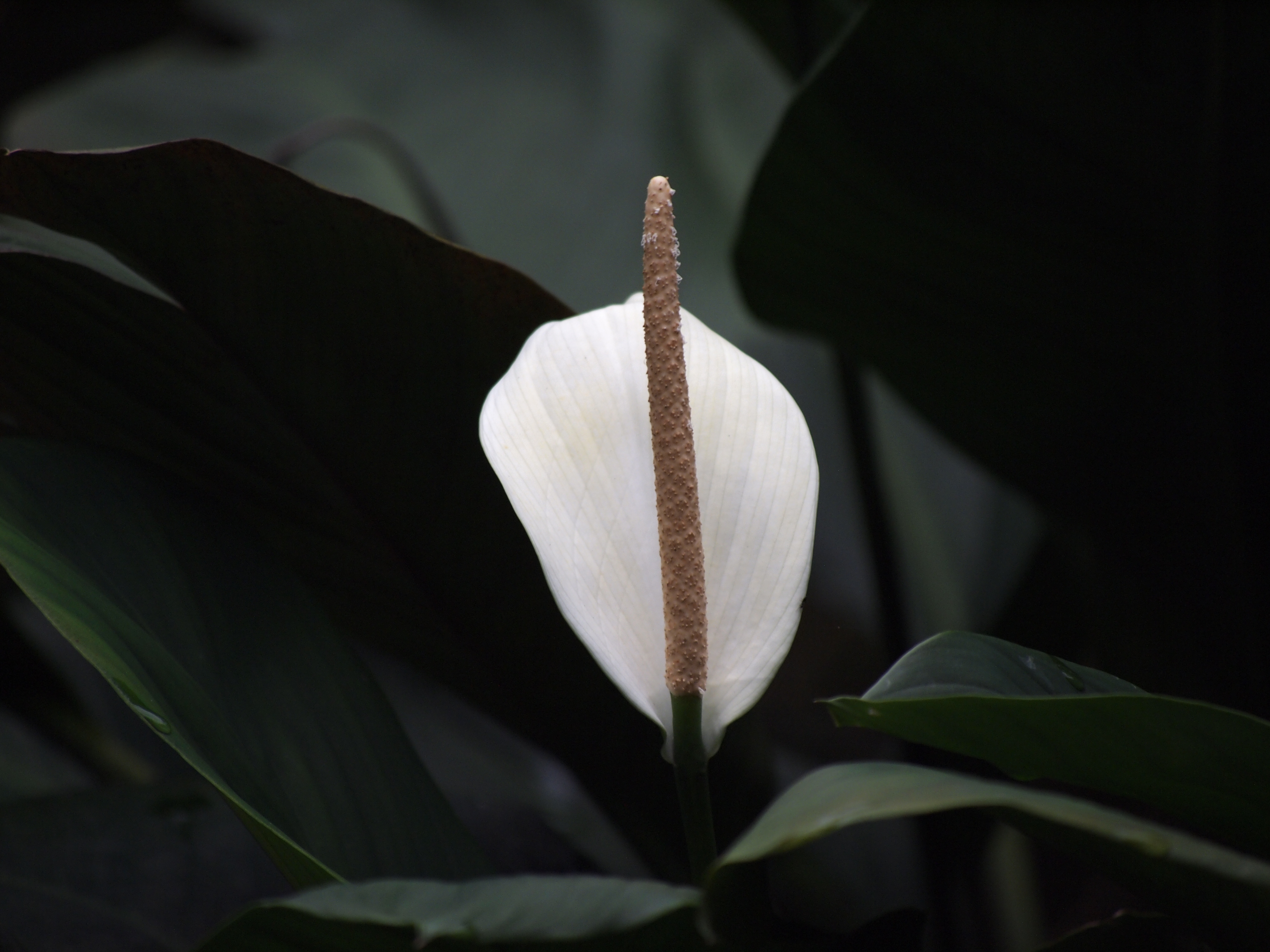
أنثوريوم أبيض اللون نما في ماليزيا
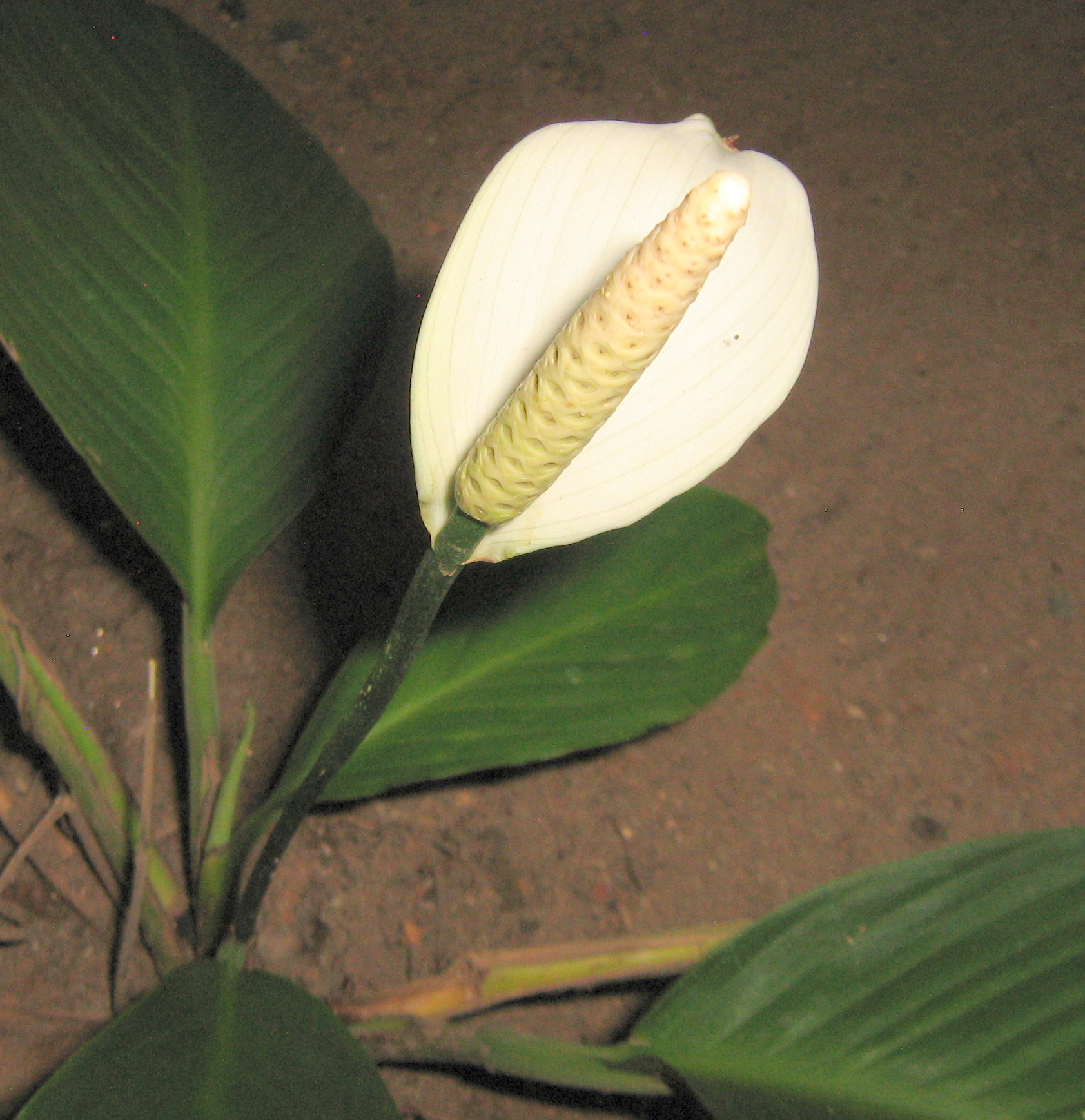
أنثوريوم نما في ولاية كيرالا
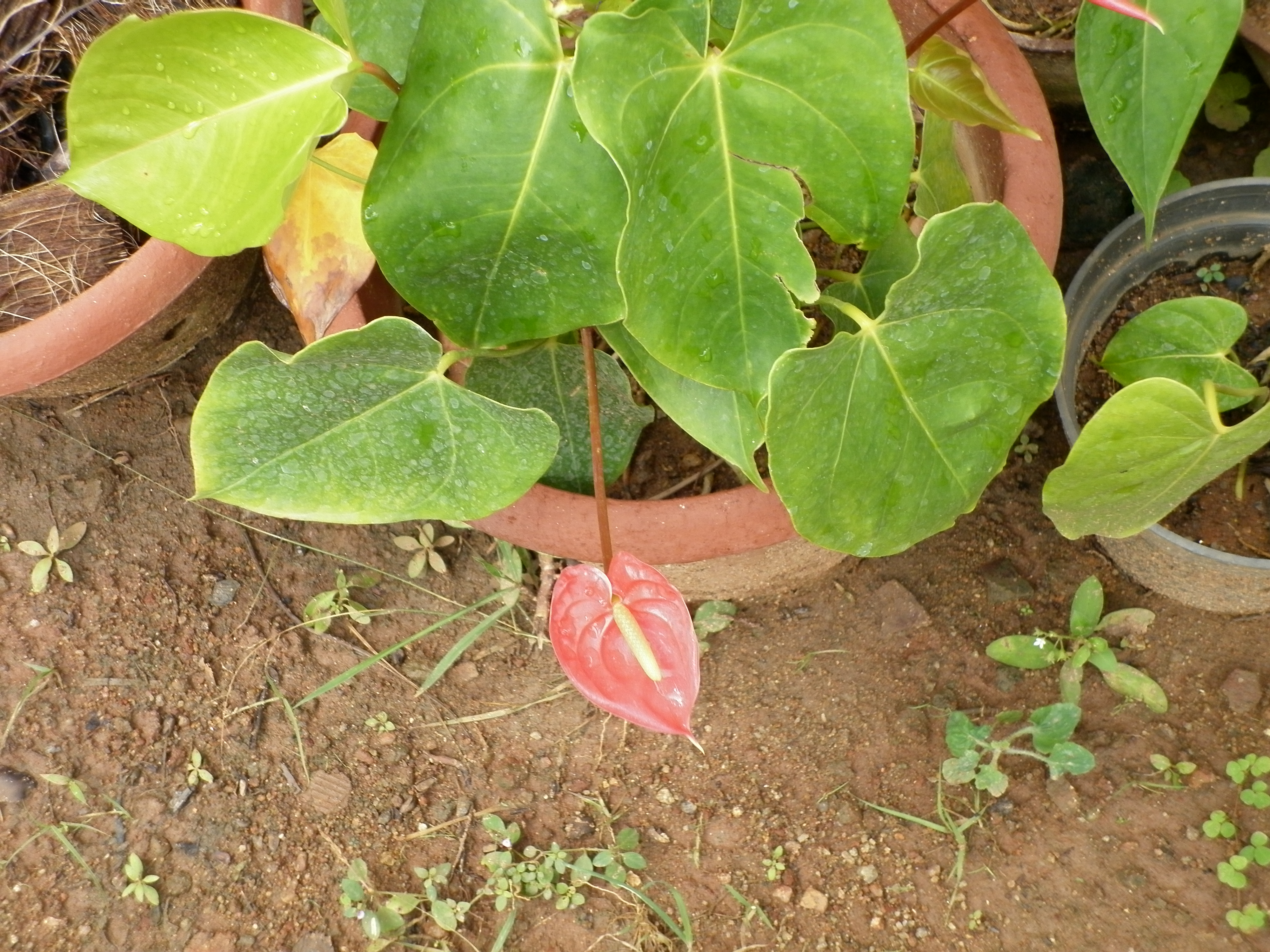
أنثوريوم بمدينة كانياكوماري

## وصلات خارجية
- Few Pictures of the Anthurium